# 망누스 하랄손
망누스 하랄손(노르웨이어: Magnus Haraldsson, 고대 노르드어: Magnús Haraldsson, 1135년경 ~ 1145년경)은 노르웨이의 국왕(재위: 1142년 ~ 1145년)이다. 길리 가 출신이다.

## 생애
하랄 4세 국왕과 이름을 알 수 없는 첩의 사생아 아들로 태어났다. 1142년에 작성된 사가 작품에 등장한다. 자신의 형제였던 시구르 2세, 잉에 1세, 외위스테인 2세와 함께 노르웨이의 공동 군주를 역임했다는 기록만 있을 뿐 그 외의 행적에 대해서는 거의 알려져 있지 않다.
| 전임 시구르 2세, 잉에 1세 | 노르웨이의 국왕 1142년 ~ 1145년 시구르 2세, 잉에 1세, 외위스테인 2세와 공동 군주 (1142년 ~ 1145년) | 후임 시구르 2세, 잉에 1세, 외위스테인 2세 |